# Фердинанд дьо Марсен
Фердинанд, граф дьо Марсен (Ferdinand, comte de Marsin) (10 февруари 1656 – 9 септември 1706) е френски маршал и дипломат от епохата на Луи XIV. Известен най-вече със злополучните си участия в битките при Бленхайм (1704) и при Торино (1706), във втората от които загива.

## Произход и ранни години
Семейството на Марсен (в оригинал звучи Маршен) произхожда от района на Лиеж, днешна Белгия. Баща му Жан Гаспар дьо Маршен също е бил маршал на Франция, но по време на Фрондата минава на испанска служба. През 1651 г. се жени за Мари дьо Балзак и пет години по-късно се ражда Фердинанд. Имат само още едно дете – момиче на име Агнес, което умира като дете. Фердинанд дьо Марсен пристига във Франция едва 17-годишен и без колебание се включва в армията. Много скоро получава правото да командва рота, което е голяма чест за толкова млад човек. Приблизително по същото време започва Холандската война. Историята няма достатъчно информация за участието на Марсен в този конфликт.

## Военна кариера

### Деветгодишната война
През 1688 г., когато започва Деветгодишната война, той вече е на 32 години. Достигнал е чин бригадир в жандармерията (особен род „доброволни“ войски). Първата битка, в която е споменат, е при Фльорюс през 1690 г. Там е ранен още при първоначалния артилерийски обстрел. През 1693 г. става „маршал дьо камп“ (генерал-майор) – официалното му влизане във висшето командване. Служи под командата на маршал дьо Люксамбур при Неервинден, както и по време на обсадата на Шарлероа. Две години по-късно е заедно с армията на Буфлер край река Маас (Мьоз). През 1696 г. като благодарност за службата му кралят му отпуска пенсия и го изпраща в Италия. Генералът за първи път поема самостоятелна операция, като обсажда крепостта Кресчентино. Постигането на мир със Савойското херцогство слага край на ефективните военни действия в Италия.

### Войната за испанското наследство
Основна статия: Война за испанското наследство
Тази война започва, когато френският принц Филип д'Анжу става испански крал. С това не са съгласни Австрия, Англия и Холандия (Съединените провинции). Марсен получава специалната задача да придружи Филип до Мадрид като негов съветник и настойник. Остава с него до края на 1702 г., но след това Луи ХІV го изпраща на рейнския фронт. С това идва времето да командва цели армии и да е сред ключовите френски военачалници. През 1703 г. той напредва към Бавария, където с курфюрста Максимилиан II Емануел подготвят поход към Виена. Опасността кара английския генерал Марлборо и австрийския Евгений Савойски да пристигнат на мястото с армиите си и на 13 август 1704 г. да разгромят французите (битката при Бленхайм). Марсен показва пълна неспособност да се сработи с другия френски маршал – Камий дьо Талар. Талар загива, а Марсен отстъпва с хората си в безпорядък.
Въпреки този безславен момент Марсен продължава да командва армии – в началото като помощник на маршал Вилар в Елзас, а после заедно с Филип II Орлеански в Италия. Там французите обсаждат савойската столица Торино На 7 септември 1706 г. обединените войски на Савоя, Прусия и Австрия, командвани от Евгений Савойски, нанасят на противника ново поражение. В хода на битката маршал Марсен е тежко ранен и след това пленен. Два дни по-късно, докато се опитват да ампутират единия му крак, умира.